# 古賀浩靖
古賀 浩靖（こが ひろやす、1947年（昭和22年）8月15日 - ）は、日本の政治活動家、宗教家。三島由紀夫が結成した「楯の会」の2期生で第5班副班長。1970年（昭和45年）11月25日の三島事件に参加し、三島由紀夫と森田必勝の割腹自殺の介錯をした。仮釈放後、谷口清超の長女の佳代子と1980年（昭和55年）3月に結婚。荒地浩靖と改姓し、生長の家札幌教区の教化部長となった。

## 経歴

### 生い立ち
1947年（昭和22年）8月15日、父・幸利と母・幸の次男として北海道滝川市字北滝の川862番地に誕生。父・幸利は元小学校校長で、宗教法人「生長の家」の本部講師をしていた。浩靖は、二男五女の末っ子であった。
高校時代に、「生長の家」練成会に入り、合宿生活をしたこともあった古賀は、小・中学校の授業では教わることのなかった「真の人間の存在価値」に触れ、日本の歴史の生命と自分の生命の一体化を知り、人生観が変化していった。また、菅原裕の『日本国憲法失効論』、憲法調査会の『制憲のいきさつ』などを読み、現憲法破棄のために一生を賭けることを決意した。

### 神奈川大学法学部に進学
1966年（昭和41年）3月、北海道札幌西高等学校卒業。憲法改正論を唱える教授がいることを知り、神奈川大学法学部を受験し入学した。当時の神奈川大学にはドイツ法を専攻し純粋法学のハンス・ケルゼンに影響を受け、カール・シュミット研究で知られる黒田覚がいた。黒田は現憲法の誤りを指摘するが、古賀は「頭の中のこと」だけだと感じ失望した。
戦後日本の在り方に疑問を持った古賀は日本建国の精神・源流を血肉化するため、「日本文化研究会」（日文研）を友人らと共に結成し、「全国学生自治体連絡協議会」（全国学協）で知り合った後輩の、小賀正義（工学部）とも一緒に活動した。
学園紛争や第一次羽田闘争で荒れる新左翼の現状に危機を抱いていた浩靖は、三島由紀夫の『憂国』を読み、その主人公に自身の生き方を示された気がし、高校時代の同級生にも読むように手紙を書いた。この頃、住居は東京都町田市金井町に両親、12歳上の姉・綏子、9歳上の兄・国靖と共に住んでいた。

### 楯の会へ
1968年（昭和43年）7月、大学の後輩で同じ全国学協の伊藤邦典（「祖国防衛隊」〈のち楯の会〉1期生）から誘われ、三島由紀夫が引率する第2回の自衛隊体験入隊に参加し、7月25日から8月23日まで陸上自衛隊富士学校滝ヶ原駐屯地で軍事訓練を受けた。同じ回には、やはり伊藤から紹介を受けた小賀正義もいた。
楯の会の2期生となった古賀は、1969年（昭和44年）春頃から第5班の副班長になった（班長は小賀）。1970年（昭和45年）3月に大学を卒業した古賀は、楯の会の活動と並行して、司法試験の受験勉強を始めた。
1970年（昭和45年）9月1日、「憲法改正草案研究会」の帰り、古賀は、小賀正義と第2代学生長の森田必勝（1期生、第1班班長）から西新宿3丁目の深夜スナック「パークサイド」に誘われ、小賀から、「三島先生と生死をともにできるか」と問われた。古賀は、詳細はまだ解らなかったが、いよいよ生命を賭けて決起するのだと思い、楯の会に入会以来、日本を覚醒するため生命を捨てる覚悟でいたため、その問いに驚くことはなかった。森田にも、「市ヶ谷部隊の中で行動する」「浩ちゃん、命をくれないか」と頼まれた古賀は、「お願いします」と頭を下げて承諾し、同志に加えてくれたことを感謝した
9月9日、古賀は三島から銀座4丁目のフランス料理店に招かれ、決行日などの具体的な計画案（11月25日の例会後のヘリポート訓練中に32連隊長・宮田朋幸1佐を人質にする）を聞かされた。三島は、「自衛隊員中に行動を共にするものがでることは不可能だろう、いずれにしても、自分は死ななければならない」、「ここまで来たら、地獄の三丁目だよ」と言った。
10月初め、古賀は死ぬ前に故郷の北海道の山河を今一度見ておきたいと思った。そのことを三島に話すと、「旅費の半額を出させてくれ」と、北海道に旅立つ古賀のために1万円をくれた。三島事件の前日の11月24日、古賀は両親宛ての手紙に「自分は憲法と刺し違える」と書いた。

### 三島事件当日の行動
11月24日事件前夜、小川と古賀は、小賀の戸塚1丁目498番地の大早館の下宿に宿泊した。
11月25日、古賀は森田に「起こしてくれ」と頼まれていたため、森田の下宿の廊下にあるピンク電話を鳴らし森田を起こす。
市ヶ谷駐屯地総監室で、総監が隙を見せた際に、総監・益田兼利陸将を小川、古賀が細引やロープで総監を椅子に縛りつけて拘束し、室内に突入する自衛官らに対し、小テーブルや椅子を投げつけ応戦した。

### 三島由紀夫と森田必勝の介錯
11月25日、三島が東部方面総監室で割腹自決をし、介錯人の森田が三太刀したがうまくいかなかった。森田から、「浩ちゃん頼む」と日本刀“関孫六”軍刀拵えを渡された古賀は、一太刀振るって頸部の皮一枚残すという古式に則って、三島の首を切断した。
続いて行われた森田の切腹でも、古賀が一太刀で介錯した。その後、古賀は小賀正義、小川正洋（第7班班長）と共に、益田兼利総監の拘束を解き、自決させないよう最後まで護衛する任務を遂行した（詳細は三島事件#経緯を参照）。

### 三島事件後
1972年（昭和47年）4月27日、「楯の会事件」裁判の第18回最終公判で、同志の小賀正義、小川正洋と共に古賀に懲役4年の実刑判決が下された。罪名は「監禁致傷、暴力行為等処罰ニ関スル法律違反、傷害、職務強要、嘱託殺人」であった。古賀の父・幸利は、獄中の息子に接見し、「よくやった。天子様のためにやったことだからお前は悪くない」と涙を流し励ました。
1974年（昭和49年）10月に仮釈放 。古賀は東京でアパート住まいをしながら、國學院で神道を学び、大阪市の鶴見神社で神主の資格を取った。
刑期を終えた3人が、古賀を神主として三島・森田の慰霊を始めた所に、楯の会の元会員が集まり始め、毎年慰霊祭が行われるようになった。谷口清超の長女の佳代子と結婚し、谷口の旧姓である「荒地」を継ぎ、荒地浩靖となった。「生長の家」の札幌教区の教化部長に就任。
荒地浩靖となった古賀は、事件について聞いてくる人には、「古賀浩靖は死にました」と応えているという。
2015年（平成27年）に古賀は初めてジャーナリストの取材に応じた。その取材担当の髙山文彦から、三島と森田は自分たちの死を誇れるのかもしれないが、生き残って生きて行かねばならない3人のその後は「骸」ではないですか、と問われた古賀は、「そうです、骸ですよ」と即答したという。
2016年（平成28年）頃には熊本県に住んでいて、熊本地震の際には無事であったという。

## 人物像
- 神奈川大学では剣道部に所属していた[32]。体格はぶ厚い体躯だが[33]、気負ったところがなく寡黙で、ソフトで穏やかな笑顔が印象的な人柄だという[27][5]。
- 三井甲之が歌った「ますらをの　かなしきいのち　つみかさね　つみかさねまもる　やまとしまねを」、明治天皇が歌った「国おもふ　道に二つは　なかりけり　戦のにはに　たつもたたぬも」の歌が好きだった[13]。
- 同じ「コガ」の小賀正義と区別するために、古賀は「フルコガ」、小賀は「チビコガ」というニックネームで呼ばれていた[34][35]。
- 伊藤邦典（1期生）が、出所後の古賀に会い、「あの事件で、何があなたに残ったか」を訊ねると、古賀はただ掌を上に向けて、三島と森田の首の重さを持つようにしてじっとそれを見詰めていただけだったという[35][29][12]。
- 不測の事態に備えて書いた辞世の句は以下のものである[36]。